# Peanut Louie
Mareen Louie Harper, detta Peanut (San Francisco, 15 agosto 1960), è un'ex tennista statunitense.
Peanut (nocciolina) è il soprannome che le ha dato suo padre in quanto la più piccola di cinque fratelli. È conosciuta anche come Peanut Louie-Harper a seguito del matrimonio con Tim Harper. Anche sua sorella Marcie è stata una tennista.

## Carriera
In carriera ha vinto un titolo nel singolare e quattro titoli di doppio. Nei tornei del Grande Slam ha ottenuto il suo miglior risultato raggiungendo il terzo turno nel singolare agli US Open nel 1978  e nel 1984, e a Wimbledon nel 1980 e nel 1987, nel doppio agli US Open nel 1980 e a Wimbledon nel 1989, e nel doppio misto sempre agli US Open nel 1978.

## Statistiche

### Singolare

#### Vittorie (1)
| Numero | Anno            | Torneo                           | Superficie | Avversaria in finale | Punteggio     |
| 1.     | 20 gennaio 1985 | Virginia Slims of Denver, Denver | Sintetico  | Zina Garrison        | 6–4, 4–6, 6–4 |

#### Finali perse (1)
| Numero | Anno             | Torneo              | Superficie | Avversaria in finale | Punteggio |
| 1.     | 21 dicembre 1980 | Tucson Open, Tucson | Sintetico  | Tracy Austin         | 2–6, 0–6  |

### Doppio

#### Vittorie (4)
| Numero | Anno              | Torneo                                     | Superficie | Compagna             | Avversarie in finale            | Punteggio     |
| 1.     | 26 ottobre 1980   | Japan Open Tennis Championships, Tokyo     | Cemento    | Dana Gilbert         | Nerida Gregory Marie Neumannová | 6–3, 6–2      |
| 2.     | 5 agosto 1984     | Hall of Fame Tennis Championships, Newport | Erba       | Anna-Maria Fernández | Lea Antonoplis Beverly Mould    | 7–5, 7–6      |
| 3.     | 17 settembre 1989 | Virginia Slims of Arizona, Phoenix         | Cemento    | Penny Barg           | Elise Burgin Rosalyn Fairbank   | 7–6, 7–6      |
| 4.     | 3 novembre 1991   | Virginia Slims of Arizona, Phoenix         | Cemento    | Cammy MacGregor      | Sandy Collins Elna Reinach      | 7–5, 3–6, 6–3 |

#### Finali perse (5)
| Numero | Anno           | Torneo                                         | Superficie | Compagna        | Avversarie in finale             | Punteggio     |
| 1.     | 30 marzo 1979  | Carlsbad Classic, Carlsbad                     |            | Marita Redondo  | Marcie Louie Regina Maršíková    | 2–6, 6–2, 4–6 |
| 2.     | 8 marzo 1981   | Avon Championships of Los Angeles, Los Angeles |            | Marita Redondo  | Sue Barker Ann Kiyomura          | 1–6, 6–4, 1–6 |
| 3.     | 4 ottobre 1987 | Virginia Slims of New Orleans, New Orleans     | Sintetico  | Heather Ludloff | Zina Garrison Lori McNeil        | 3–6, 4–6      |
| 4.     | 12 agosto 1990 | Virginia Slims of Albuquerque, Albuquerque     | Cemento    | Wendy Prausa    | Meredith McGrath Anne Smith      | 6(2)–7, 4–6   |
| 5.     | 11 agosto 1991 | Virginia Slims of Albuquerque, Albuquerque     | Cemento    | Lise Gregory    | Katrina Adams Isabelle Demongeot | 7–6, 4–6, 3–6 |